# Рејни Ривер (Онтарио)
Рејни Ривер (енгл. Rainy River) је градић у Канади у покрајини Онтарио. Према резултатима пописа 2011. у граду је живело 842 становника.

## Становништво
Према резултатима пописа становништва из 2011. у граду је живело 842 становника, што је за 7,4% мање у односу на попис из 2006. када је регистровано 909 житеља.
| 2006. | 2011. |
| ----- | ----- |
| 909   | 842   |